# Kızılay (estación de metro)
Kızılay es la estación de conexión entre el Ankaray y la línea M1 del metro de Ankara, situada en el barrio de Kızılay en el distrito de Çankaya en Ankara, Turquía, conocido por sus mercados y centros comerciales. Su nombre viene del barrio y de la Plaza de Kızılay donde se encuentra. Hay bastantes negocios y comercios en los pasillos subterráneos del metro y a lo largo de las dos avenida principales que se cruzan en este punto. Hay adicionalmente un área de restaurantes y bares con plazas al exterior.  En el cercano Güvenpark (Parque Güven) es posible encontrar una gran terminal de buses y minibuses que permite el acceso a otros lugares de la ciudad, combinando el viaje con el del metro, ya que los boletos son válidos en todo el transporte público municipal.